# Mustafa Erkan

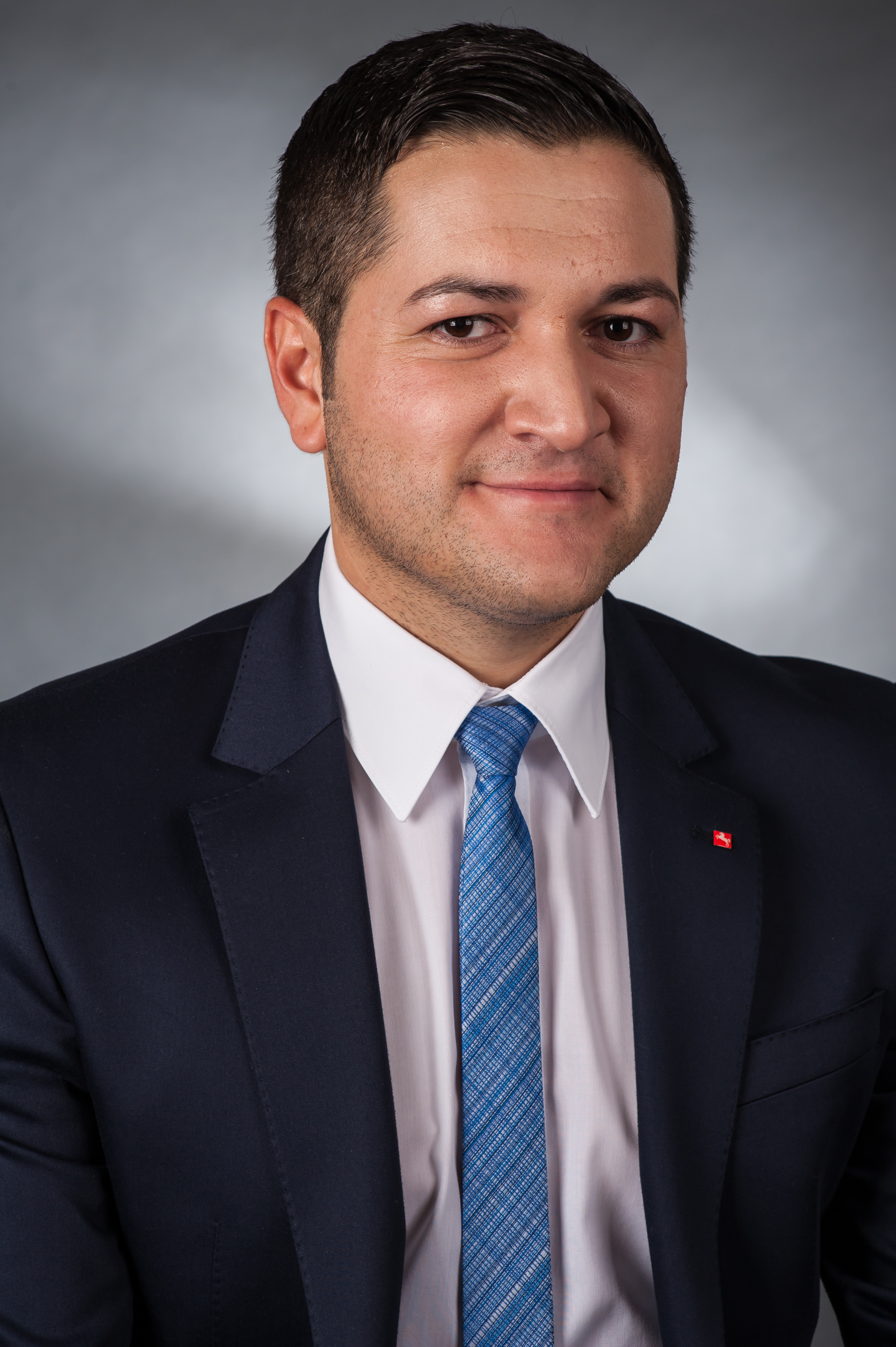
Mustafa Erkan, 2013

Mustafa Erkan (* 20. Dezember 1984 in Neustadt am Rübenberge) ist ein deutsch-türkischer Politiker. Von 2013 bis 2017 saß er für die SPD im Niedersächsischen Landtag, 2018 war er Kandidat der AKP bei der Wahl der Großen Nationalversammlung der Türkei.

## Leben und Beruf
Mustafa Erkan besuchte bis zum Jahr 2002 die Leine Schule in Neustadt und beendete diese mit dem Sekundarabschluss I. Anschließend wechselte er für zwei Jahre zur Fachoberschule der Berufsbildenden Schulen in Neustadt mit dem Schwerpunkt Wirtschaft. Im Zeitraum von 2002 bis 2006 war Erkan Stadtschülersprecher von Neustadt. Im Jahr 2004 trat er eine Ausbildung zum Industriemechaniker bei Volkswagen Nutzfahrzeuge in Hannover an. Nach Beendigung dieser Ausbildung im Jahr 2008 arbeitete Erkan dort als Maschinenführer und war in den Jahren 2006 bis 2010 ebenfalls Jugend- sowie Auszubildendenvertreter. Von 2010 bis zu seinem Einzug in den Landtag war Erkan bei der IG Bergbau, Chemie, Energie in Hannover beschäftigt und durchlief dort eine Ausbildung als Gewerkschaftssekretär. Während des Zeitraumes seines Mandates im Niedersächsischen Landtag war er von dieser Aufgabe beurlaubt.
Nach dem Ausscheiden aus dem Landtag im Jahr 2017 wurde er Berater des türkischen Außenministers Mevlüt Çavuşoğlu.

## Politik
Erkan trat im Jahr 2004 in die SPD ein. Dort bekleidete er seit dem Jahr 2006 das Amt des stellvertretenden Ortsvereinsvorsitzenden für den Ortsverein Neustadt am Rübenberge. Ebenso war Erkan ab 2007 Vorsitzender der Abteilung Neustadt/Kernstadt. Im Jahr 2008 wurde Erkan zum stellvertretenden Vorsitzenden der Arbeitsgemeinschaft für Arbeit im SPD-Unterbezirk Region Hannover gewählt. Von 2009 an gehörte er dem Vorstand des SPD-Unterbezirks an.
In den Jahren 2011 bis 2017 gehörte Mustafa Erkan dem Stadtrat von Neustadt am Rübenberge an; er war stellvertretender Bürgermeister der Stadt.
Bei der Landtagswahl in Niedersachsen 2013 trat Mustafa Erkan als Direktkandidat der SPD im Wahlkreis Neustadt/Wunstorf und auf Platz 23 der SPD-Landesliste an. Während er im Wahlkreis dem CDU-Kandidaten Sebastian Lechner unterlag, zog er über die Landesliste in den Landtag ein. Dort gehörte er dem Ausschuss für Bundes- und Europaangelegenheiten, Medien und Regionalentwicklung sowie dem Petitionsausschuss an. Er kümmerte sich insbesondere um die Handelsbeziehungen mit der Türkei.
Im Vorfeld der Landtagswahl in Niedersachsen 2017 gewann Wiebke Osigus eine Kampfabstimmung um die Wahlkreiskandidatur gegen Mustafa Erkan. Erkan zog daher nicht erneut in den Landtag ein. Im Jahr 2018 trat er aus der SPD aus.
Bei der Parlamentswahl in der Türkei 2018 kandidierte er für die AKP, die Partei von Staatspräsident Erdoğan, in Antalya erfolglos für einen Sitz in der Großen Nationalversammlung.

## Privates
Erkan ist Mitglied der AKP, der Arbeiterwohlfahrt, der IG Bergbau, Chemie, Energie und der IG Metall. Weiterhin ist Erkan Fußballschiedsrichter. Als Hobbys nennt er Lesen und Joggen.
Mustafa Erkan verlobte sich im November 2015 mit Gizem; die Verlobung wurde jedoch aufgelöst.